# 북위 2도
북위 2도는 적도에서 북쪽으로 2도 떨어진 위선이다. 아프리카, 아시아, 태평양, 남아메리카, 대서양을 지난다.

## 지나가는 지역
본초 자오선에서 시작해서 동쪽 방향으로, 북위 2도선은 다음 지역을 지난다.
| 좌표                                                  | 나라, 지역, 해역 | 주석                                                                               |
| ----------------------------------------------------- | ---------------- | ---------------------------------------------------------------------------------- |
| 북위 2° 0′ 동경 0° 0′  / 북위 2.000° 동경 0.000°      | 대서양           | 기니만                                                                             |
| 북위 2° 0′ 동경 9° 47′  / 북위 2.000° 동경 9.783°     | 적도 기니        |                                                                                    |
| 북위 2° 0′ 동경 11° 20′  / 북위 2.000° 동경 11.333°   | 가봉             |                                                                                    |
| 북위 2° 0′ 동경 13° 14′  / 북위 2.000° 동경 13.233°   | 콩고 공화국      |                                                                                    |
| 북위 2° 0′ 동경 15° 2′  / 북위 2.000° 동경 15.033°    | 카메룬           | 약 9km                                                                             |
| 북위 2° 0′ 동경 15° 7′  / 북위 2.000° 동경 15.117°    | 콩고 공화국      | 약 17km                                                                            |
| 북위 2° 0′ 동경 15° 16′  / 북위 2.000° 동경 15.267°   | 카메룬           |                                                                                    |
| 북위 2° 0′ 동경 16° 3′  / 북위 2.000° 동경 16.050°    | 콩고 공화국      |                                                                                    |
| 북위 2° 0′ 동경 18° 5′  / 북위 2.000° 동경 18.083°    | 콩고 민주 공화국 |                                                                                    |
| 북위 2° 0′ 동경 31° 3′  / 북위 2.000° 동경 31.050°    | 앨버트호         | 우간다와의 국경은 북위 2° 0′ 동경 31° 14′  / 북위 2.000° 동경 31.233° 지점에 위치. |
| 북위 2° 0′ 동경 31° 24′  / 북위 2.000° 동경 31.400°   | 우간다           |                                                                                    |
| 북위 2° 0′ 동경 34° 59′  / 북위 2.000° 동경 34.983°   | 케냐             |                                                                                    |
| 북위 2° 0′ 동경 41° 0′  / 북위 2.000° 동경 41.000°    | 소말리아         |                                                                                    |
| 북위 2° 0′ 동경 45° 17′  / 북위 2.000° 동경 45.283°   | 인도양           | 소말리아 모가디슈 바로 남쪽을 지나감                                               |
| 북위 2° 0′ 동경 73° 21′  / 북위 2.000° 동경 73.350°   | 몰디브           | 라무 환초                                                                          |
| 북위 2° 0′ 동경 73° 33′  / 북위 2.000° 동경 73.550°   | 인도양           | 인도네시아 바냑 제도 바로 남쪽을 지나감                                            |
| 북위 2° 0′ 동경 98° 27′  / 북위 2.000° 동경 98.450°   | 인도네시아       | 수마트라섬, 루팟섬                                                                 |
| 북위 2° 0′ 동경 101° 46′  / 북위 2.000° 동경 101.767° | 믈라카 해협      |                                                                                    |
| 북위 2° 0′ 동경 102° 35′  / 북위 2.000° 동경 102.583° | 말레이시아       | 조호르주                                                                           |
| 북위 2° 0′ 동경 104° 6′  / 북위 2.000° 동경 104.100°  | 남중국해         |                                                                                    |
| 북위 2° 0′ 동경 109° 35′  / 북위 2.000° 동경 109.583° | 인도네시아       | 보르네오섬 칼리만탄 - 약 3km                                                       |
| 북위 2° 0′ 동경 109° 37′  / 북위 2.000° 동경 109.617° | 말레이시아       | 보르네오섬 사라왁주 - 약 3km                                                       |
| 북위 2° 0′ 동경 109° 39′  / 북위 2.000° 동경 109.650° | 남중국해         |                                                                                    |
| 북위 2° 0′ 동경 111° 10′  / 북위 2.000° 동경 111.167° | 말레이시아       | 보르네오섬 사라왁주                                                                |
| 북위 2° 0′ 동경 114° 52′  / 북위 2.000° 동경 114.867° | 인도네시아       | 보르네오섬 칼리만탄                                                                |
| 북위 2° 0′ 동경 117° 50′  / 북위 2.000° 동경 117.833° | 술라웨시해       |                                                                                    |
| 북위 2° 0′ 동경 125° 17′  / 북위 2.000° 동경 125.283° | 말루쿠해         | 인도네시아 비아로섬 바로 남쪽을 지나감                                             |
| 북위 2° 0′ 동경 127° 46′  / 북위 2.000° 동경 127.767° | 인도네시아       | 할마헤라섬                                                                         |
| 북위 2° 0′ 동경 127° 57′  / 북위 2.000° 동경 127.950° | 태평양           |                                                                                    |
| 북위 2° 0′ 동경 128° 16′  / 북위 2.000° 동경 128.267° | 인도네시아       | 모로타이섬 - 약 1km                                                                |
| 북위 2° 0′ 동경 128° 17′  / 북위 2.000° 동경 128.283° | 태평양           | 키리바시 아바이앙 환초 바로 북쪽을 지나감                                          |
| 북위 2° 0′ 동경 173° 15′  / 북위 2.000° 동경 173.250° | 키리바시         | 마라케이 환초                                                                      |
| 북위 2° 0′ 동경 173° 18′  / 북위 2.000° 동경 173.300° | 태평양           |                                                                                    |
| 북위 2° 0′ 서경 157° 47′  / 북위 2.000° 서경 157.783° | 키리바시         | 키리티마티섬                                                                       |
| 북위 2° 0′ 서경 157° 40′  / 북위 2.000° 서경 157.667° | 태평양           |                                                                                    |
| 북위 2° 0′ 서경 78° 39′  / 북위 2.000° 서경 78.650°   | 콜롬비아         |                                                                                    |
| 북위 2° 0′ 서경 68° 13′  / 북위 2.000° 서경 68.217°   | 브라질           | 아마조나스주 - 약 3km                                                              |
| 북위 2° 0′ 서경 68° 11′  / 북위 2.000° 서경 68.183°   | 콜롬비아         |                                                                                    |
| 북위 2° 0′ 서경 67° 39′  / 북위 2.000° 서경 67.650°   | 브라질           | 아마조나스주                                                                       |
| 북위 2° 0′ 서경 67° 18′  / 북위 2.000° 서경 67.300°   | 콜롬비아         |                                                                                    |
| 북위 2° 0′ 서경 67° 7′  / 북위 2.000° 서경 67.117°    | 베네수엘라       |                                                                                    |
| 북위 2° 0′ 서경 63° 46′  / 북위 2.000° 서경 63.767°   | 브라질           | 아마조나스주 호라이마주                                                            |
| 북위 2° 0′ 서경 59° 44′  / 북위 2.000° 서경 59.733°   | 영토 분쟁 지역   | 가이아나가 실효적 지배하고 수리남이 영유권을 주장하는 지역                         |
| 북위 2° 0′ 서경 58° 28′  / 북위 2.000° 서경 58.467°   | 가이아나         |                                                                                    |
| 북위 2° 0′ 서경 57° 55′  / 북위 2.000° 서경 57.917°   | 영토 분쟁 지역   | 가이아나가 실효적 지배하고 수리남이 영유권을 주장하는 지역                         |
| 북위 2° 0′ 서경 57° 9′  / 북위 2.000° 서경 57.150°    | 브라질           | 파라주 - 약 8km                                                                    |
| 북위 2° 0′ 서경 57° 4′  / 북위 2.000° 서경 57.067°    | 영토 분쟁 지역   | 가이아나가 실효적 지배하고 수리남이 영유권을 주장하는 지역                         |
| 북위 2° 0′ 서경 56° 38′  / 북위 2.000° 서경 56.633°   | 수리남           |                                                                                    |
| 북위 2° 0′ 서경 55° 55′  / 북위 2.000° 서경 55.917°   | 브라질           | 파라주 아마파주 - 본토와 마라카섬                                                  |
| 북위 2° 0′ 서경 50° 17′  / 북위 2.000° 서경 50.283°   | 대서양           |                                                                                    |

## 같이 보기
- 북위 1도
- 북위 3도